# 윤백원
윤백원(尹百源, 1528년 ~ 1589년)은 조선시대 중기의 문신, 학자, 정치인이다. 조선 중종의 제2계비 문정왕후, 윤원형, 윤원량의 조카이자 돈녕부도정 윤원로의 아들이자 명종의 외사촌이다. 본관은 파평으로 경기도 출신.

## 생애
1528년 윤원로와 평창 이씨의 아들로 태어났으며 중종의 외손녀이자 효혜공주의 딸인 김선옥과 혼인하였다.
1547년 아버지 윤원로가 삼촌 윤원형에 의해 사사된 것에 앙심을 품고, 명종비 인순왕후 심씨의 외삼촌 이량의 편에 서 윤원형을 공격하는데 가담했다.
1565년 고모인 문정왕후는 사망하기전 교지를 내려 윤백원이 효혜공주의 제사를 지내는 자이기에 죄를 용서해주라고 하였다.
1589년 의문의 독살을 당했는데 딸인 윤개미치가 범인으로 지목되어 형문을 받다가 사망했다.
1602년 윤개미치의 아들이 어머니의 죽음이 억울하다며 상소하였는데 윤백원의 서자들이 누이 윤개미치에게 죄를 전가한 사실이 드러났다.

## 같이 보기
| - 윤원형 - 윤원로 - 윤원량 - 정난정 - 문정왕후 - 김안로 - 김안수 - 윤임 - 윤지임 - 고맹영 - 이량 - 이감 - 이중경 - 김백균 - 신사헌 | - 대윤 소윤 - 을사사화 - 장경왕후 - 안명세 - 윤안인 - 유인숙 - 유관 - 윤사분 - 윤사윤 - 윤사흔 - 효혜공주 |